# Padma
Padma és el nom que rep el riu Ganges en travessar la frontera de Bangladesh. Dins d'aquest país, conflueix amb el Brahmaputra i després amb el Meghna, abans de desembocar al golf de Bengala. En el seu curs inferior, entre el Bhagirathi i la part sud-est del districte de Dacca, s'uneix al riu Meghna a 23° 13′ N, 90° 33′ E / 23.217°N,90.550°E després d'un curs de més de 360 km.